# Messier 47
Messier 47 hay M47 hoặc NGC 2422 là một cụm sao phân tán trong chòm sao Thuyền Vĩ. Nó được Giovanni Batista Hodierna phát hiện trước năm 1654 và được Charles Messier phát hiện độc lập vào ngày 19 tháng 2 năm 1771. Sau đó nó được phát hiện độc lập một lần nữa, dưới tên hiện tại NGC 2422.
Thực tế không có cụm sao nào ở vị trí được Messier chỉ ra, được ông thể hiện dưới dạng xích kinh và xích vĩ tương đối so với ngôi sao 2 Puppis. Tuy nhiên, nếu các dấu trong các khác biệt tọa độ của Messier được thay đổi thì vị trí đó trùng khớp với vị trí của NGC 2422. Cho đến khi người ta tìm thấy sự đồng nhất của M47 với NGC 2422 thì M47 từng được coi là một thiên thể Messier bị thất lạc. Phát hiện rằng M47 và NGC 2422 là cùng một cụm sao chỉ xuất hiện vào năm 1959 với sự nhận thức của nhà thiên văn học người Canada T.F. Morris.
M47 ở cách Trái Đất khoảng 1.600 năm ánh sáng với tuổi ước tính khoảng 78 triệu năm. Các ngôi sao thành viên của M47 đã được đo đạc xuống tới mức sao lùn đỏ ở cấp sao biểu kiến 19. M47 có khoảng 500 thành viên, sáng nhất trong số đó là HD 60855, một sao Be với cấp sao biểu kiến 5,7. Cụm sao này bị chi phối bởi các sao dãy chính hạng B nóng và các sao khổng lồ, nhưng sự tương phản màu sắc đáng chú ý đến từ một số sao khổng lồ đỏ sáng màu.
M47 nằm cách Messier 46 khoảng 1 độ, là cụm sao già hơn nhiều và xa hơn nhiều.